# 古琴臺
古琴臺，又名伯牙臺，位於武漢市漢陽區龜山西面，月湖南側，為湖北省文物保護單位之一。古琴台建於北宋，後屢遭損毀。清嘉慶初年重建古琴臺。
據《呂氏春秋》、《列子》等記載，俞伯牙於該處偶遇鐘子期，彈奏一曲《高山流水》，伯牙視子期為知音，並相約一年後重臨此地。不料，一年後伯牙依約回來，卻得知子期經已病故。伯牙悲痛至極，從此不復鼓琴。
古琴臺建築群佔地約15畝，除殿堂主建築外，還有庭院、林園、花壇、茶室等，規模須然不大，但佈局精巧、層次分明。殿堂前有琴臺，為漢白玉築成的方形石台，約20平方米，相傳為伯牙撫琴之處。

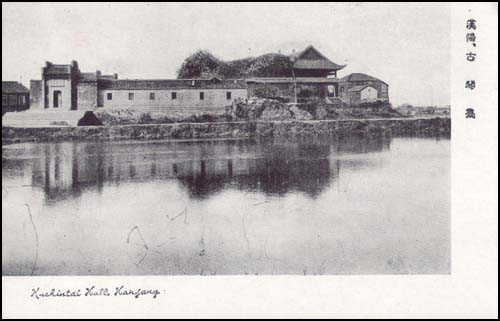
1940年代明信片中的古琴台
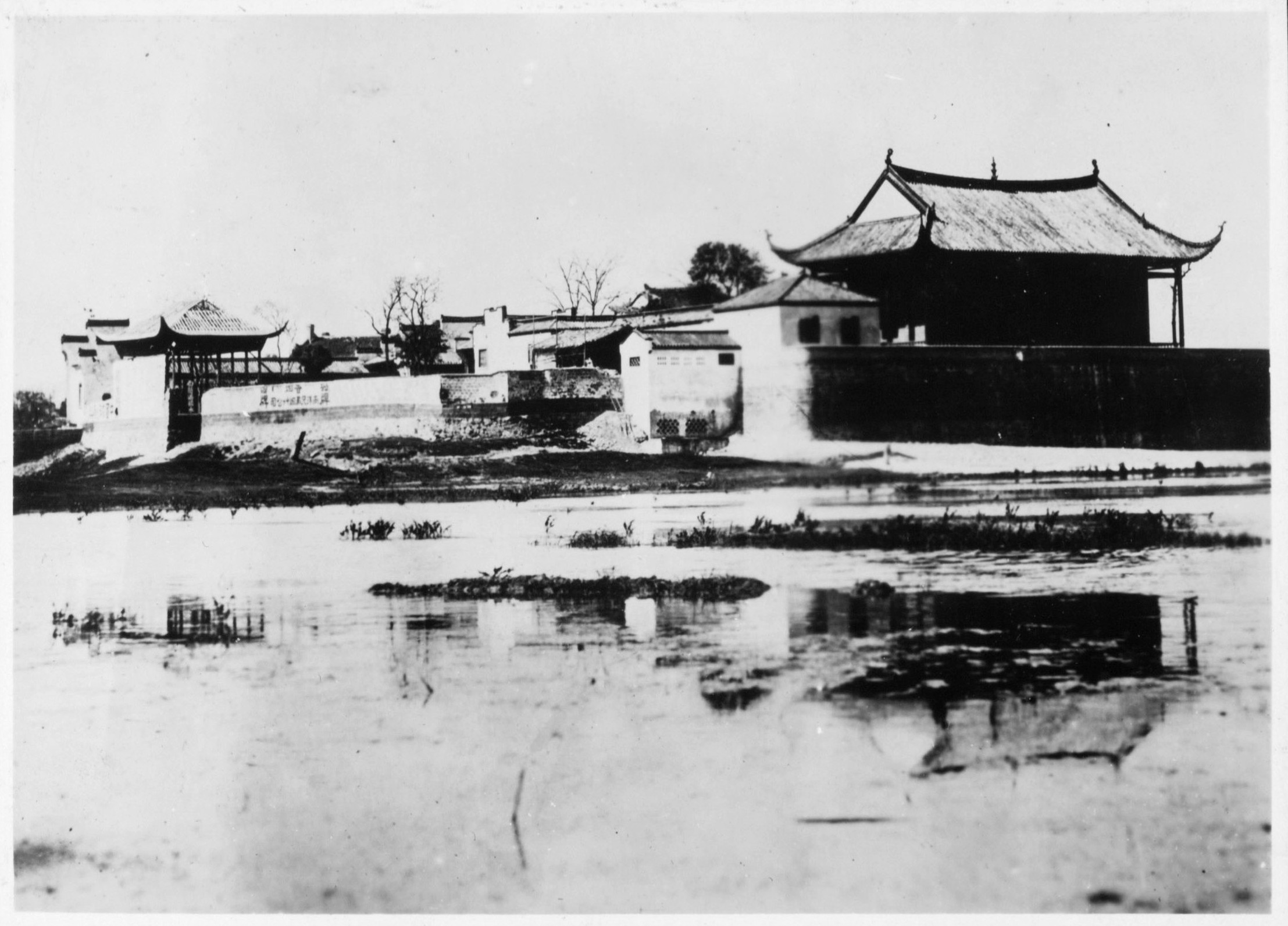
約1937年伯牙台，出自《亚细亚大观》

## 交通
古琴臺位處武漢市內，多路公交皆可到達：6路、13路、58路、517路及735路車。地铁：6号线琴台站。